# Jiří Kocich
Jiří Kocich je český číšník, malíř, grafik a básník[zdroj⁠?!] žijící v Dolních Studénkách na Šumpersku.

## Život
Narodil se v Šumperku nebo Nových Losinách 22. října 1975[zdroj⁠?!] a vyrůstal v horské obci Nové Losiny u Branné na Šumpersku. Ve svém životě vystřídal řadu zaměstnání. Pracoval jako tesař, grafik, operátor v metalurgickém a elektrotechnickém průmyslu, jako barman, zemědělský dělník, pastevec, lovec a námořní a přístavní dělník.
Ve svých obrazech se zaměřuje na abstraktní tvorbu, vycházející z abstraktního expresionismu. Obrazy ponejvíce zobrazují vnitřní život člověka, jeho subjektivní vnímání skutečnosti které je pro autora pravou a jedinou uchopitelnou individuální realitou.
Mimo to se věnuje kresbám dokumentujícím zobrazování symbolu kříže u východních heterodoxních křesťanů, pracuje jako internetový novinář  a spolupracuje s nakladatelstvím Pavel Mervart[zdroj⁠?!] pro které připravuje mapy.[zdroj⁠?!] V mládí se zúčastnil několika alternativních skupinových výstav v Olomouci a Valencii. Z jeho posledních samostatných výstav: "Vnitřní záležitosti" Zábřeh na Moravě 2010, "Kříže křesťanského východu" Praha 2011,[zdroj⁠?!] Zábřeh na Moravě 2011.